# 기후시 과학관

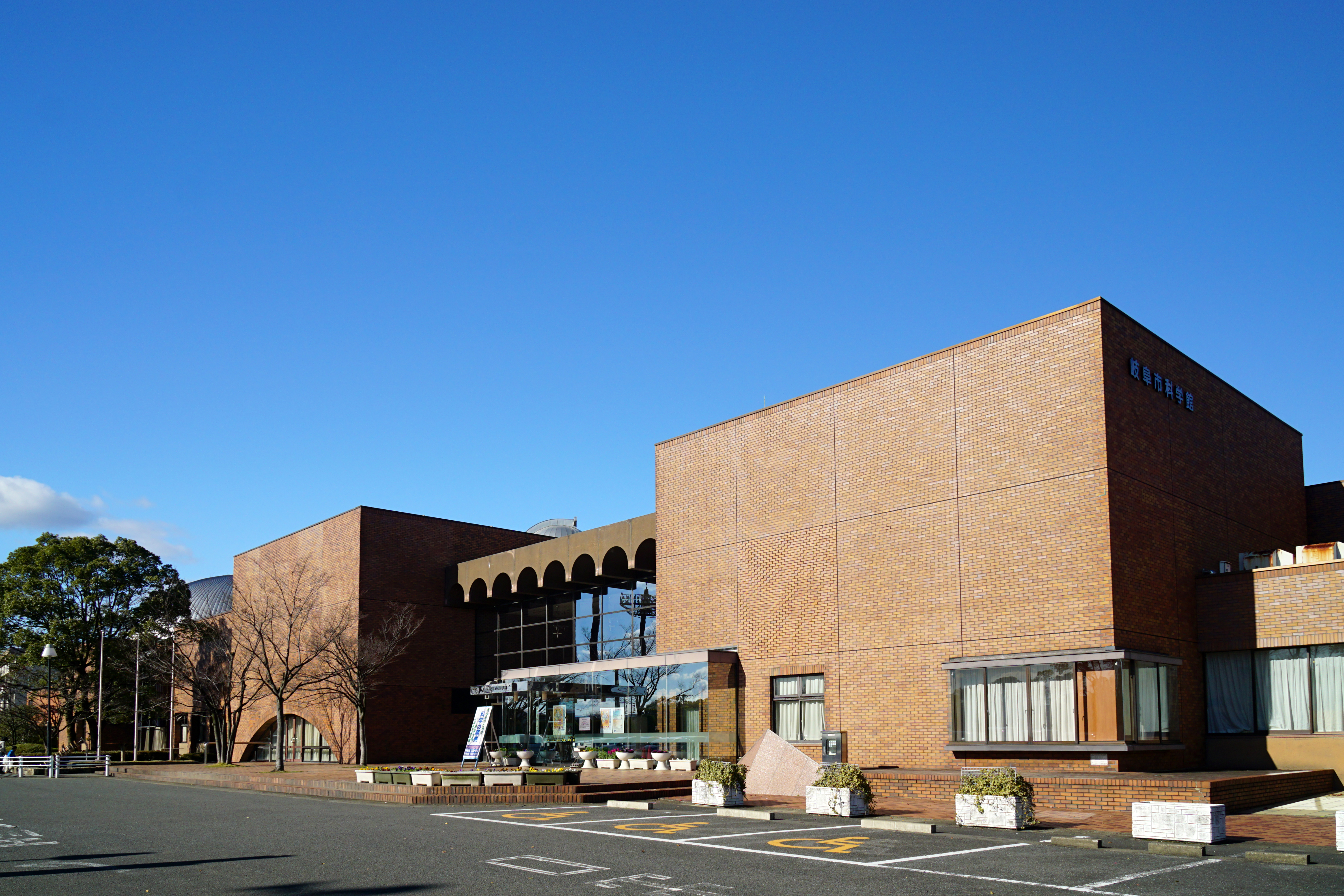
기후 시 과학관

기후 시 과학관(일본어: 岐阜市科学館 기후시카가쿠칸[*])는 기후현 기후시에 위치한 공공 과학관이다.